# 대전광역시청
대전광역시청(大田廣域市廳)은 대한민국 대전광역시의 행정을 총괄하는 지방행정기관이다. 시장은 차관급 정무직공무원으로, 부시장은 고위공무원단 가등급에 속하는 일반직공무원이나 별정직 1급상당 지방공무원 또는 지방관리관으로 보한다.

## 청사
- 면적: 68,908.40m2
- 규모: 지하 2층, 지상 21층 연면적 87,213.40m2
- 주차 대수: 809대 (옥외 263대, 옥내 546대)
- 공사 기간: 1995년 3월 ∼ 1999년 11월

## 조직
| 실·국                        | 관               | 담당관실·과                                                                                              |
| ---------------------------- | ---------------- | --- |
|                              |                  | |
| 시장 산하 하부조직           |                  | |
|                              |                  | 홍보담당관실                                                                                             |
| 소방본부                     | 소방본부         | 소방행정과ㆍ예방안전과ㆍ화재대응조사과ㆍ구조구급과ㆍ119종합상황실ㆍ119특수구조단                         |
| 대전광역시 감사위원회        |                  | |
| 대전광역시자치경찰위원회     | 사무국           | 자치경찰총괄과ㆍ자치경찰정책과                                                                           |
| 행정부시장 산하 하부조직     |                  | |
|                              |                  | 인사혁신담당관실                                                                                         |
| 기획조정실                   | 정책기획관실     | 균형발전담당관실ㆍ예산담당관실ㆍ법무규제담당관실ㆍ도시브랜드담당관실ㆍ성인지정책담당관실ㆍ정보화담당관실 |
| 시민안전실                   | 시민안전실       | 안전정책과ㆍ재해예방과ㆍ사회재난과ㆍ자연재난과ㆍ민생사법경찰과                                           |
| 행정자치국                   | 행정자치국       | 운영지원과ㆍ자치분권과ㆍ소통정책과ㆍ세정과ㆍ회계과ㆍ통합민원과                                           |
| 문화관광국                   | 문화관광국       | 문화예술과ㆍ문화유산과ㆍ관광진흥과ㆍ문화콘텐츠과ㆍ교육도서관과                                           |
| 시민체육건강국               | 시민체육건강국   | 체육진흥과ㆍ건강보건과ㆍ감염병관리과ㆍ식의약안전과                                                       |
| 복지국                       | 복지국           | 복지정책과ㆍ노인복지과ㆍ장애인복지과ㆍ청년정책과ㆍ여성가족청소년과ㆍ아동보육과                           |
| 환경녹지국                   | 환경녹지국       | 기후환경정책과ㆍ미세먼지대응과ㆍ맑은물정책과ㆍ산림녹지과ㆍ도시공원과ㆍ자원순환과ㆍ생태하천과             |
| 교통건설국                   | 교통건설국       | 교통정책과ㆍ보행자전거과ㆍ버스정책과ㆍ운송주차과ㆍ건설도로과                                             |
| 철도광역교통본부             | 철도광역교통본부 | 도시철도정책과ㆍ트램건설과ㆍ철도광역교통과                                                               |
| 도시주택국                   | 도시주택국       | 도시계획과ㆍ도시재생과ㆍ도시정비과ㆍ건축경관과ㆍ주택정책과ㆍ토지정보과                                   |
| 경제과학부시장 산하 하부조직 |                  | |
| 전략사업추진실               | 전략사업추진실   | 산업정책과ㆍ특화산업과ㆍ스마트도시과ㆍ산업입지과ㆍ기업투자유치과ㆍ창업진흥과                             |
| 경제과학국                   | 경제과학국       | 일자리경제과ㆍ과학협력과ㆍ소상공정책과ㆍ에너지정책과ㆍ농생명정책과                                       |

| - 대전광역시인재개발원 - 대전광역시보건환경연구원 - 대전광역시농업기술센터 - 소방본부 - 동부소방서 - 둔산소방서 - 대덕소방서 - 유성소방서 - 서부소방서 | - 대전광역시상수도사업본부 - 대전광역시건설관리본부 - 대전광역시립미술관 - 대전광역시한밭도서관 - 대전광역시여성가족원 - 대전광역시공원관리사업소 - 대전광역시대외협력본부 - 대전광역시노은농수산물도매시장관리사업소 - 대전광역시오정농수산물도매시장관리사업소 - 대전광역시차량등록사업소 - 대전예술의전당 - 대전광역시하천관리사업소 - 대전광역시한밭수목원 - 대전시립연정국악원 - 대전시립박물관 - 대전선사박물관 - 대전근현대사전시관 - 대전동물보호사업소 - 대전광역시서울사무소 |

## 산하 자치단체
- 동구
- 중구
- 서구
- 유성구
- 대덕구

## 정원
대전광역시청에 두는 지방공무원의 정원은 다음과 같다.
| 총계      | 총계                        | 1,639명 |
| --------- | --------------------------- | ------- |
| 정무직 계 | 정무직 계                   | 3명     |
|           | 시장                        | 1명     |
|           | 위원장                      | 1명     |
|           | 사무국장                    | 1명     |
|           |                             |         |
| 일반직 계 | 일반직 계                   | 1,433명 |
|           | 1급 이하 2급 이상           | 2명     |
|           | 3급 이하 5급 이상           | 365명   |
|           | 6급 이하                    | 1,065명 |
|           | 전문경력관                  | 1명     |
|           |                             |         |
| 별정직 계 | 별정직 계                   | 12명    |
|           | 1급 상당 이하 2급 상당 이상 | 1명     |
|           | 3급 상당 이하 5급 상당 이상 | 6명     |
|           | 6급 상당 이하               | 5명     |
|           |                             |         |
| 연구직 계 | 연구직 계                   | 4명     |
|           | 연구사                      | 4명     |
|           |                             |         |
| 소방직 계 | 소방직 계                   | 187명   |
|           | 소방정                      | 6명     |
|           | 소방령 이하                 | 181명   |

## 재정
2022년 총예산은 전년도에 비해 12.03% 증가한 6조 3651억 8600만 원이며, 총수입·총지출 기준 구체적인 재정 규모는 다음과 같다. 다만, 합계를 제외한 부분은 공기업특별회계가 포함되지 않았다.
| 구분                    | 세입예산                | 작년 대비 증감 |
| ----------------------- | ----------------------- | -------------- |
| 지방세수입              | 2조 399억 4239만 8000원 |                |
| 세외수입                | 2039억 3157만 8000원    |                |
| 지방교부세              | 1조 1586억 7300만 원    |                |
| 보조금                  | 1조 8580억 393만 4000원 |                |
| 지방채                  | 2339억 원               |                |
| 보전수입 등 및 내부거래 | 5635억 5309만 원        |                |

| 구분                  | 구분                  | 세출예산                 | 작년 대비 증감 |
| 분야                  | 부문                  | 세출예산                 | 작년 대비 증감 |
| --------------------- | --------------------- | ------------------------ | -------------- |
| 일반공공행정          | 일반공공행정          | 6718억 1204만 9000원     |                |
|                       | 입법및선거관리        | 58억 6875만 4000원       |                |
|                       | 지방행정·재정지원     | 5258억 2433만 2000원     |                |
|                       | 일반행정              | 1401억 1896만 3000원     |                |
| 공공질서및안전        | 공공질서및안전        | 2608억 1720만 7000원     |                |
|                       | 경찰                  | 49억 9689만 3000원       |                |
|                       | 재난방재·민방위       | 449억 5123만 2000원      |                |
|                       | 소방                  | 2108억 6908만 2000원     |                |
| 교육                  | 교육                  | 3873억 1143만 2000원     |                |
|                       | 유아및초중등교육      | 3873억 1143만 2000원     |                |
| 문화및관광            | 문화및관광            | 2388억 1692만 7000원     |                |
|                       | 문화예술              | 1045억 2510만 1000원     |                |
|                       | 관광                  | 141억 7973만 3000원      |                |
|                       | 체육                  | 1040억 4797만 2000원     |                |
|                       | 문화재                | 160억 6412만 1000원      |                |
| 환경                  | 환경                  | 2718억 3625만 원         |                |
|                       | 상하수도·수질         | 96억 5990만 2000원       |                |
|                       | 폐기물                | 1189억 4669만 원         |                |
|                       | 대기                  | 1205억 3890만 2000원     |                |
|                       | 자연                  | 158억 9612만 2000원      |                |
|                       | 환경보호일반          | 67억 9463만 4000원       |                |
| 사회복지              | 사회복지              | 2조 4139억 4002만 3000원 |                |
|                       | 기초생활보장          | 6432억 8502만 2000원     |                |
|                       | 취약계층지원          | 3116억 3419만 8000원     |                |
|                       | 보육·가족및여성       | 6330억 4160만 7000원     |                |
|                       | 노인·청소년           | 6632억 9573만 4000원     |                |
|                       | 노동                  | 232억 4373만 8000원      |                |
|                       | 보훈                  | 115억 4655만 6000원      |                |
|                       | 주택                  | 881억 9796만 1000원      |                |
|                       | 사회복지일반          | 396억 9520만 7000원      |                |
| 보건                  | 보건                  | 1073억 7444만 4000원     |                |
|                       | 보건의료              | 1040억 3594만 9000원     |                |
|                       | 식품의약안전          | 33억 3849만 5000원       |                |
| 농림해양수산          | 농림해양수산          | 349억 3956만 4000원      |                |
|                       | 농업·농촌             | 248억 9392만 8000원      |                |
|                       | 임업·산촌             | 100억 4563만 6000원      |                |
| 산업·중소기업및에너지 | 산업·중소기업및에너지 | 3996억 4146만 6000원     |                |
|                       | 산업금융지원          | 137억 5654만 6000원      |                |
|                       | 무역및투자유치        | 329억 5364만 원          |                |
|                       | 산업진흥·고도화       | 1316억 1357만 7000원     |                |
|                       | 에너지및자원개발      | 396억 6382만 2000원      |                |
|                       | 산업·중소기업일반     | 1816억 5388만 1000원     |                |
| 교통및물류            | 교통및물류            | 5026억 5868만 1000원     |                |
|                       | 도로                  | 1222억 3999만 4000원     |                |
|                       | 도시철도              | 1175억 249만 원          |                |
|                       | 대중교통·물류등기타   | 2629억 1619만 7000원     |                |
| 국토및지역개발        | 국토및지역개발        | 2601억 9230만 9000원     |                |
|                       | 수자원                | 352억 807만 4000원       |                |
|                       | 지역및도시            | 1974억 5671만 7000원     |                |
|                       | 산업단지              | 275억 2751만 8000원      |                |
| 과학기술              | 과학기술              | 805억 6651만 원          |                |
|                       | 과학기술연구지원      | 637억 3088만 5000원      |                |
|                       | 과학기술일반          | 168억 3562만 5000원      |                |
| 예비비                | 예비비                | 249억 9762만 1000원      |                |
|                       | 예비비                | 249억 9762만 1000원      |                |
| 기타                  | 기타                  | 4030억 9951만 7000원     |                |
|                       | 기타                  | 4030억 9951만 7000원     |                |

## 같이 보기
- 대전광역시
- 대전광역시장
- 대전광역시 부시장
- 대전광역시의회
- 대전광역시교육청
- 대전광역시체육회
- 대전상공회의소
- 대전테크노파크